# 스벤 울라우프 구나르손
스벤 울라우프 구나르손(Sveinn Ólafur Gunnarsson, 1976년 ~ )은 아이슬란드의 배우, 각본가이다.
레이캬비크에서 태어났다.

## 영화
- 더 카운티 (2019년)
- 더 디파짓 (2019년)
- 크룰티 (2016년)
- 어텀 라이트 (2016년)
- 하트스톤 (2016년) - 시귀르뒤르(크리스티안 아빠) 역
- 그레이브 하우스 (2016년)
- 램스 (2015년) - 브자니 역
- 라이프 인 어 피쉬볼 (2014년)
- 메탈헤드 (2013년)
- 이더 웨이 (2011년)